# ویلیام سی. آلن
ویلیام چنی آلن (William Cheney Allen) (زادهٔ ۲ فوریه ۱۸۱۴ – درگذشتهٔ ۱۲ ژانویه ۱۸۸۷)، وکیل، تاجر آمریکایی و از پیشگامان ویسکانسین بود. او عضو مجلس نمایندگان ایالتی ویسکانسین بود و در جلسات ۱۸۶۶ و ۱۸۶۷ از شهرستان والورس نمایندگی می‌کرد. وی همچنین در دهه ۱۸۴۰ و ۱۸۵۰ میلادی برای مدت ۱۰ سال قاضی شهرستان والورس بود.

## اوایل زندگی و تحصیلات
ویلیام سی. آلن در فوریه ۱۸۱۴ در منطقه هوسیک در شهرستان رنسلیر، نیویورک زاده شد. وی در مزرعه پدرش بزرگ شده و تا ۱۶ سالگی در آنجا کار کرد، اما پس از آن به‌خاطر اینکه برای ادامه تحصیلاتش پول به‌دست‌آورد، در جاهای دیگر مشغول کار شد. او به عنوان دستیار مزرعه برای همسایه خود به‌نام «ویلر» کار کرد و این همسایه تحصیل‌یافته وی همچنین از آلن دعوت نمود تا از کتابخانه بزرگ وی استفاده کند. او در طول تابستان به کار نزد ویلر ادامه داد، از کتابخانه وی استفاده کرد و در ماه‌های خزان و زمستان در کلاس‌های گزینشی مدرسه شرکت کرد. پس از آن، او برای دو و نیم سال در یک آکادمی در جفرسون، نیویورک آموزش دید.
آلن در نخست می‌خواست وارد کالج یونیون شود، اما به‌جای آن تصمیم گرفت تا در دفتر وکیل کورنلیوس اچ. پوتنام در شهرستان مونتگومری، نیویورک به آموزش حقوق بپردازد. وی چهار سال تحت نظر پوتنام آموزش دید و در ۱۸۴۰ میلادی مجوز فعالیت به عنوان وکیل در ایالت نیویورک را به‌دست‌آورد. او سال بعد نیویورک را ترک نموده و راهی غرب به قلمروی ویسکانسین شد.

## پیشگام دلاوان
او در شهرک دلاوان در شهرستان والورس ساکن شد و تقریباً یک قسمت اعظم بقیه عمر خود را در آنجا ماند. در آن زمان، تنها چند خانه ابتدائی در کل شهرک موجود بود. وی برای نخستین بار در ۱۸۴۲ میلادی به عنوان قاضی شهرستان، هنگامی که این شهرستان هنوز تحت حکومت قلمروی ویسکانسین بود، انتخاب گردیده و برای سه دوره دو-ساله در این سمت خدمت نمود. او با انتخابات خزان ۱۸۴۹ دوباره به این سمت بازگشته و بار دیگر در ۱۸۵۳ میلادی انتخاب گردید.
آلن همزمان با خدمت در حکومت، در چندین کسب‌وکار در این منطقه نیز وارد شده بود. در ۱۸۵۰ میلاد، وی یکی از بنیان‌گذاران بانک شهرستان والورس بود و تا زمان انحلال و سازماندهی دوباره آن تحت قانون بانکداری جدید در ۱۸۶۳ میلادی در این بانک حضور داشت. وی همچنین یکی از مؤسسان «راه‌آهن وسترن یونیون» بود که به‌نام «راه‌آهن ریسین، جینسویل و می‌سی‌سی‌پی» نیز یاد می‌گردید. وی در ۱۸۵۶ از سمت قضایی خود، تقریباً دو سال قبل از پایان دوره خدمت، استعفا داد تا تمام انرژی خود را به ساخت و ساز راه‌آهن وقف نماید. این راه‌آهن با دیون زیادی مواجه بود و قبل از اینکه برنامه اصلی تا حدودی تکمیل گردد، این شرکت توسط شرکت راه‌آهن شیکاگو، میلواکی و سنت پل خریداری گردید.
در زمستان ۱۸۴۹، وی به عنوان عضو یک کمیسیون اختصاصی گماشته شد تا نخستین قانون‌های ویسکانسین را ترتیب نماید. زمانی که نخستین مؤسسه آموزشی ناشنوایان و نابینایان ویسکانسین در ۱۸۵۲ میلادی تأسیس گردید، آلن به عنوان هیئت امنای این مؤسسه گماشته شده و تا ۱۸۷۱ میلادی در این هیئت خدمت کرد.
در جریان جنگ داخلی آمریکا، آلن به حزب متحد ملی گرایش داشت. بنابر یک سوءتفاهم، نام وی به عنوان نامزد حزب متحد برای کرسی نایب‌فرماندار ویسکانسین در برخی شهرستان‌ها در ۱۸۶۱ میلادی ظاهر شد و او ۵ درصد رأی برای این کرسی را به‌دست‌آورد. از منظر سیاسی، آلن به عنوان یک فرد مستقل توصیف می‌گردید. وی طرفدار لغو برده‌داری، دادخواه تجارت آزاد، مخالف پول بی‌پشتوانه یا پول کاغذی با پشتوانه نقره و حامی جنبش اعتدال‌گرایی بود. وی از آبراهام لینکلن، هوراس گریلی از لیبرال جمهوری‌خواه در ۱۸۷۲ میلادی و بعداً از ساموئل تیلدن هنگام پیکار انتخاباتی وی برای کرسی ریاست جمهوری در ۱۸۷۶ میلادی حمایت کرد.
وی در ۱۸۶۵ و ۱۸۶۶ میلادی به عنوان عضو مجلس ایالتی ویسکانسین انتخاب گردیده و از مناطق جنوب‌غربی شهرستان والورس نمایندگی کرد. وی در دوره ۱۹ام مجلس قانون‌گذاری ویسکانسین به عنوان رئیس کمیته راه‌آهن و در دوره ۲۰ام مجلس قانون‌گذاری ویسکانسین به عنوان رئیس کمیته روابط فدرال خدمت کرد.

## اواخر زندگی
وی در ۱۸۷۰ میلادی به ریسین، ویسکانسین نقل مکان کرد، یک دفتر حقوقی در آنجا باز نمود و مدت کوتاهی پس از رسیدن به آنجا به عنوان وکیل شهر انتخاب گردید. وی علایق بازرگانی خود را در ریسین ادامه داده و در شراکت با جیروم کیز، یکی از بنیان‌گذاران بانک ملی تولیدکنندگان ریسین بود. در ۱۸۷۱ میلادی، مجلس قانون‌گذاری به نفع سازماندهی هیئت خیره و اصلاحات رأی داد تا مدیریت برخی از بیمارستان‌ها و مؤسسه‌های خیریه شهر را بیشتر متمرکز سازد. آلن یکی از نخستین اعضای کمیسیون بود که در این هیئت گماشته شد و کار خود را از آوریل ۱۸۷۱ آغاز کرد. وی برای سه سال در این هیئت خدمت کرد، اما در ۱۸۷۴ میلادی به دلیل وضعیت سلامت نامساعد مجبور به کناره‌گیری شد.
در این زمان بود که وی به‌طور گسترده از خدمت عمومی بازنشسته شد، هرچند وی تا هنگام مرگ خود در هیئت مدیره بانک خدمت کرد. وی در ۱۲ ژانویه ۱۸۸۷ در خانه خود در ریسین درگذشت.

## زندگی شخصی و خانواده
ویلیام سی. آلن پسر جیکوب و لوسی (نام تولد: چنی) آلن بود. والدین وی اجداد انگلیسی داشتند. پدربزرگ پدری وی، ساموئل آلن، در جریان جنگ داخلی آمریکا در شبه‌نظامیان نیوهمپشایر یک سرباز بود. مشکلات مالی پدر وی پس از چند سفته‌بازی ناکام باعث شد تا آلن هنگامی که جوان بود خود به دنبال کار بگردد.
ویلیام سی. آلن در ۷ اکتبر ۱۸۴۰ با مری ای. مک‌کونکی ازدواج کرد. همسر وی دختر جان مک‌کونکی از وورهیسوایل، نیویورک بود. آنها هیچ فرزندی نداشتند.